# Mountain man
Pour le groupe de blues, voir Mountain Men (groupe).
L'expression anglaise de mountain man désigne les trappeurs et explorateurs qui parcouraient les montagnes Rocheuses de l'Amérique du Nord vers 1810 jusqu'au début des années 1840. Principalement canadiens ou américains, ces Mountain men étaient d'origine ethnique, sociale et religieuse variée. Ils étaient surtout motivés par le profit, chassant les castors et vendant leurs peaux. Quelques-uns, cependant, s'intéressaient davantage à l'exploration de l'Ouest.

## Histoire

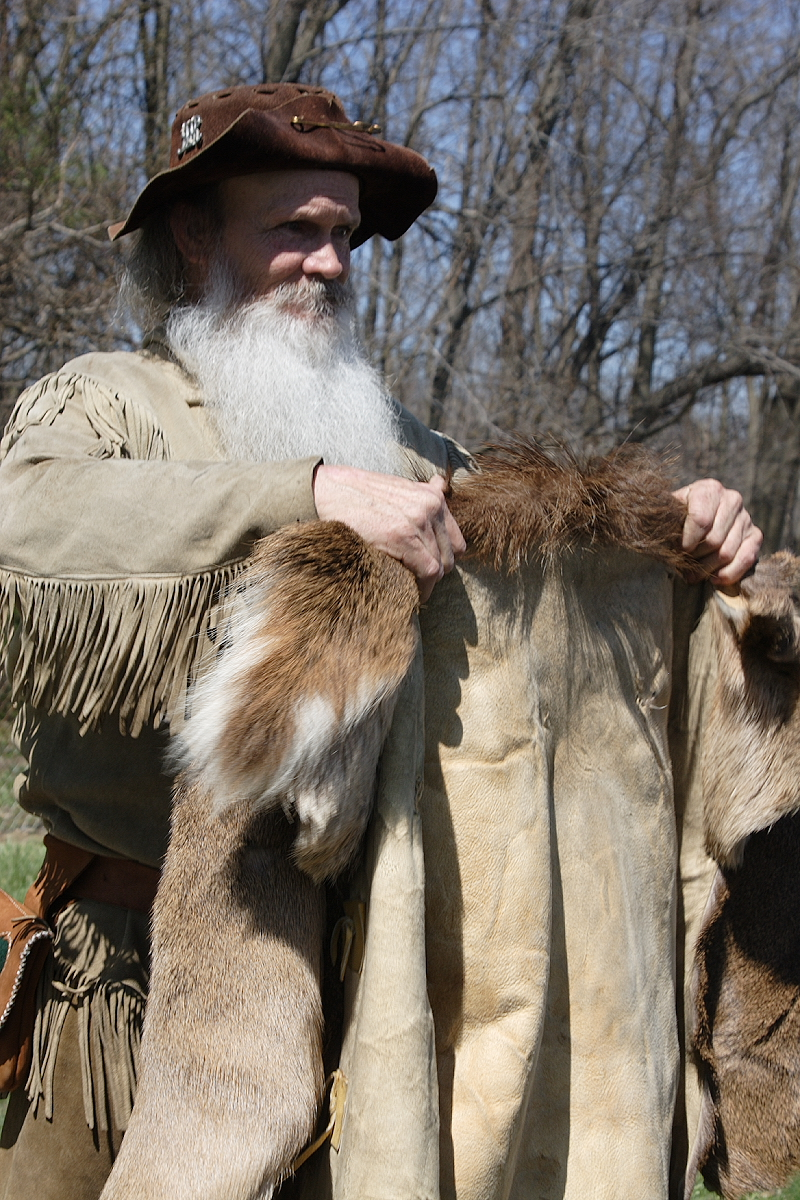
Reconstituteur campant un Mountain man habillé en peau de daim.

Quelque 3 000 hommes arpentaient les montagnes entre 1820 et 1840, le pic de l'époque de la chasse aux castors. Beaucoup étaient des trappeurs indépendants, mais la plupart étaient employés par des compagnies de fourrures. La vie dans une telle compagnie était presque militaire. Les hommes allaient à la cantine par groupes, chassaient et posaient leurs pièges en brigades et devaient toujours faire leur rapport au chef du groupe. Cet homme était appelé un boosway, une déformation du mot « bourgeois ». Il était le chef de la brigade, le négociateur principal et le cadre exécutif.
En 1824, le système des « Rendez-vous » commença. Au printemps, les compagnies apportaient des provisions à des lieux spécifiques dans les montagnes, traitaient avec les trappeurs et, à l'automne, rapportaient les peaux dans les villes situées sur le Missouri et le Mississippi. C'est le major William Henry Ashley qui inaugura ce système, dans la Compagnie de fourrures des Montagnes Rocheuses. Il vendit ensuite son affaire à Jedediah Smith, David Edward Jackson et William Sublette, tout en continuant à faire des bénéfices en vendant à la compagnie ses provisions. Le système perdura quand d'autres entreprises, comme l'American Fur Company, entrèrent en lice.
Un deuxième centre de commerce et d'approvisionnement grandit à Taos, dans l'actuel Nouveau-Mexique. Ce commerce attira, à côté des Anglo-Américains, de nombreux Franco-Américains de Louisiane et quelques trappeurs franco-canadiens. Quelques habitants du Nouveau-Mexique se livrèrent aussi au commerce de castors, dans la mesure où les citoyens mexicains avaient au départ certains avantages légaux. Les trappeurs et les commerçants du Sud-Ouest couvrirent des territoires en général inaccessibles aux grandes compagnies de fourrure, comme le Nouveau-Mexique, le Nevada, la Californie et l'Utah central et méridional.

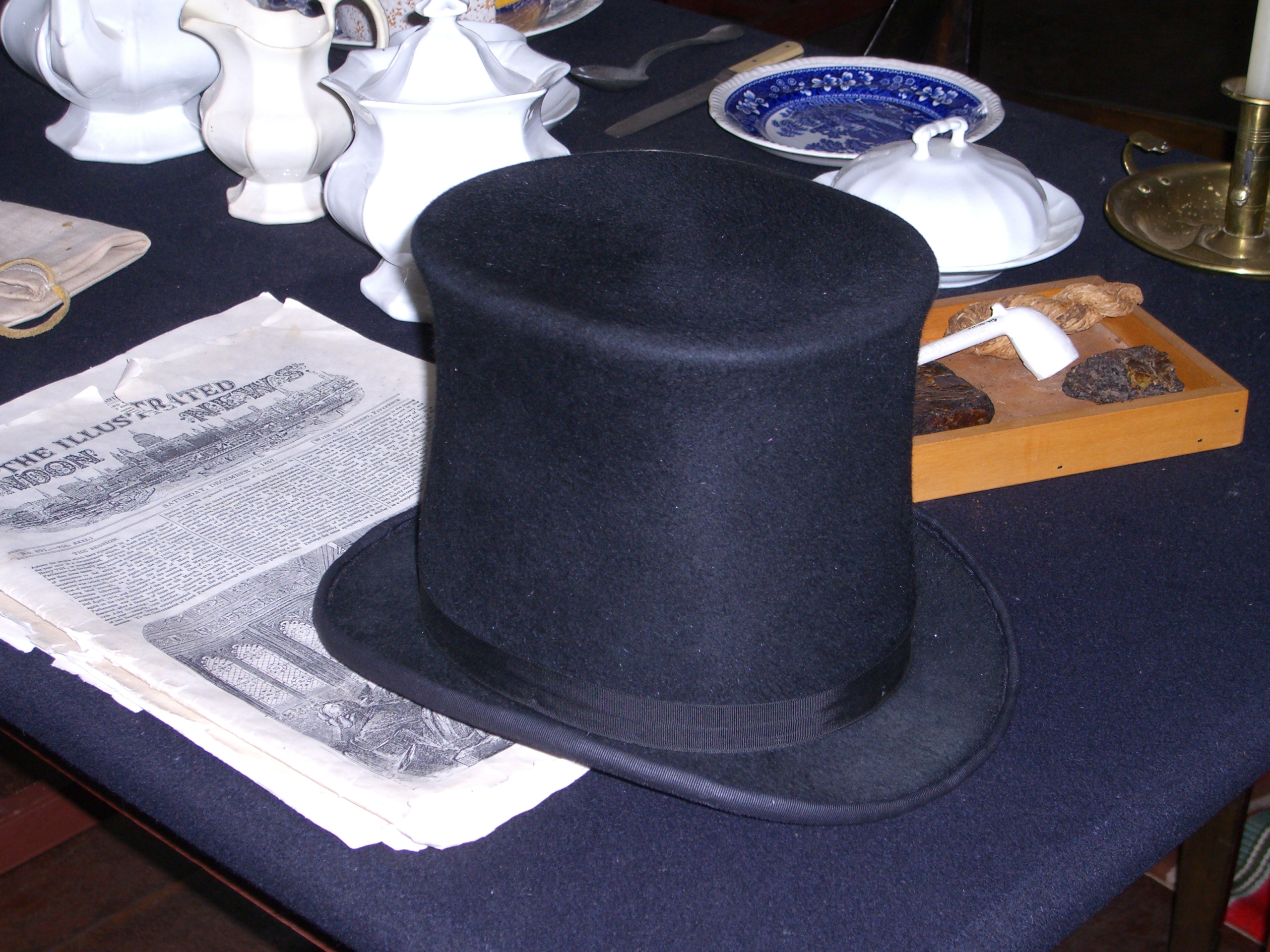
Un chapeau fait de peau de castor.

Les peaux de castors avaient été nécessaires pour faire des chapeaux dont la mode avait été lancée en Angleterre. La mode changea au début des années 1840, diminuant la valeur des castors alors même qu'ils devenaient difficiles à trouver, à cause d'une chasse excessive. La chasse du bison prit alors de l'importance. L'ouverture de la Piste de l'Oregon et l'utilisation de la Piste des Mormons fournirent par ailleurs aux trappeurs qui souhaitaient rester dans l'Ouest des possibilités d'emploi comme guides et chasseurs.

## Mode de vie
Le stéréotype du Mountain man est un homme vêtu de peau de daim, avec une casquette en raton-laveur et une barbe abondante. Il est équipé d'une carabine Hawken et d'un couteau Bowie, communément appelé un « couteau à scalper ». On a parfois représenté ces hommes de manière romantique, comme des hommes honorables avec leur propre code chevaleresque, des solitaires prêts à aider leurs prochains, mais ayant trouvé leur véritable foyer dans les contrées sauvages. Bien qu'il y ait du vrai dans cette image romantique, la réalité est plus variée : certains étaient des ours bougons, d'autres avaient de bonnes manières ; certains restaient dans les contrées sauvages toute leur vie, d'autres se retiraient comme hommes d'affaires dans les villes de l'Est ou s'établissaient à l'Ouest comme fermiers.
La plupart des trappeurs voyageaient et travaillaient dans des compagnies et leur vêtement combinait des casquettes et des manteaux de laine avec de commodes culottes et chemises en cuir dans le style indien. Ils portaient souvent des mocassins, mais généralement une paire de bottes solides. Chacun d'eux avait aussi un attirail de base, qui incluait des armes, de la poudre et des munitions, des couteaux et des hachettes, une cantine, des ustensiles de cuisine et des provisions de tabac, de café, de sel et de pemmican (de la viande concentrée et séchée). Les chevaux ou les mules étaient essentiels, une monture par homme et au moins un animal portant ustensiles et fourrures.
À l'exception du café, les provisions de bouche reproduisaient le régime des tribus indiennes. De la viande rouge fraîche, du gibier et du poisson étaient généralement disponibles. Certaines plantes, des fruits et des baies étaient faciles à récolter. Mais les nourritures qui exigeaient un temps de préparation, comme les racines, la viande séchée, le pemmican, étaient en général obtenues par des échanges avec les tribus. Cependant, en temps de crise ou de mauvais temps, les mountain men pouvaient abattre et manger leurs chevaux et leurs mules.

## Figures notables
- John Colter (1774-1812) était l'un des participants à l'expédition Lewis et Clark. Il est considéré comme l'un des premiers mountain men.
- Jacques La Ramée (également connu sous le nom de Jacques LaRamie ou Jack Laramie) (1784-1821) est une figure légendaire. De nombreux lieux ont été nommés en sa mémoire : Laramie River, Fort Laramie, Comté de Laramie, ou la ville de Laramie (Wyoming)[2],[3].
- Étienne Provost (1785-1850), le premier homme d'origine européenne à avoir vu le Grand Lac Salé. Il fut indépendant puis a travaillé également pour l'American Fur Company.
- Johnson le mangeur-de-foie (1824-1900) est l'un des mountain men les plus connus de la période tardive. Selon une biographie de Dennis McLelland, Johnston parcourait le Wyoming et le Montana, rassemblant peaux de castors, de bisons et de loups. Johnston était un trappeur libre, non affilié à une compagnie. Certains éléments de son histoire ont été portés au cinéma dans le célèbre Jeremiah Johnson de Sydney Pollack, interprété par Robert Redford.
- Jedediah Smith (c. 1799 - circa 1831) était un chasseur, trappeur et commerçant de fourrure, dont les explorations ont joué un rôle important dans l'ouverture de l'Ouest américain aux colons blancs. Smith est généralement considéré comme le premier homme d'origine européenne à avoir traversé le futur Nevada, le premier à avoir parcouru l’Utah du nord au sud et d’ouest en est, le premier Américain à être entré en Californie par voie terrestre. Il fut aussi le premier à escalader la Sierra Nevada et à explorer la région de San Diego jusqu'aux rives de la rivière Columbia. Il était aussi un homme d'affaires, copropriétaire de la Rocky Mountain Fur Company, après le départ d'Ashley.
- Jim Bridger (1804-1881) arriva à l'ouest en 1822 à 17 ans, comme membre des cent recrutés de William Ashley, pour explorer le Missouri supérieur. Il fut un des premiers non-Indiens à voir les geysers et autres merveilles naturelles de la région de la Yellowstone. Il est aussi considéré comme l'un des premiers hommes d'origine européenne, avec Étienne Provost, à voir le Grand Lac Salé. À cause de sa teneur en sel, il crut pour un temps qu'il s'agissait d'un bras de l'océan Pacifique. En 1830, Bridger acheta des parts dans la Compagnie de fourrures des Montagnes Rocheuses, entrant en compétition avec la Compagnie de la Baie d'Hudson et l'American Fur Company de John Jacob Astor. Il établit Fort Bridger dans le Sud-Ouest du Wyoming. Il est aussi connu comme conteur.
- Antoine (1779-1849) et Abraham (1784-1842) Ledoux, frères d'origine franco-canadienne, trappeurs au Nouveau-Mexique.
- Antoine Leroux (1801-1861), trappeur et guide de parents franco-canadiens, installé à Taos, Nouveau-Mexique.
- James Ohio Pattie (v. 1804-v. 1850), explorateur américain.
- Kit Carson (1809-1868).